# 南克瓦尔肯海峡
南克瓦尔肯海峡（瑞典語：Södra Kvarken），芬兰语名译名为阿赫韦纳海峡，是芬兰奥兰群岛和瑞典之间海面上的最窄处，形成连接奧蘭海和博滕海（塞尔凯海）的一个海峡。海峡宽度约30公里。